# Adam White
Adam White (Edinburgh, 29 april 1817 - Glasgow, 30 december 1878) was een Schots entomoloog.
White werd geboren in Edinburgh, Schotland in 1817 en heeft als kind al grote interesse in de natuurlijke historie. Hij werd hierin gestimuleerd 
door de zoöloog John Edward Gray, die op dat moment de leiding had over de afdeling Zoölogie van het British Museum. Op 18-jarige leeftijd werd
White assistent op deze afdeling, een functie die hij tot 1863 vervulde. White werkte met de, door vele Britse wetenschappelijke expedities
aangeleverde en verzamelde, diersoorten in het museum. Hij was voornamelijk entomoloog, gespecialiseerd in kevers (coleoptera) maar onderzocht en publiceerde ook over andere diersoorten, zoals kreeftachtigen en zoogdieren. 

## Enkele publicaties
Hij is de auteur van ongeveer 60 publicaties, hij schreef onder andere:
- List of the Specimens of Crustacea in the British Museum (1847)
- A Popular History of Mammalia (1850)

en op entomologisch gebied:
- Appendix F. Notes on some insects from King George's Sound. In G. Grey. Journals of Two Expeditions of Discovery in North-West and Western Australia (1841)
- Descriptions of some new species of Coleoptera and Homoptera from China. In: Annals and Magazine of Natural History (1844)
- Description of some coleopterous insects in the collection of the British Museum apparently unnoticed. In: Proceedings of the Zoological Society (1844)
- Cetoniadae". Nomenclature of Coleopterous Insects in the Collection of the British Museum (1847)
- Tabular View of the Orders and Leading Families of Insects (1857)
- Spicilegia Entomologica. IV. Diagnoses Coleopterorum quatuor in Annals and Magazine of Natural History (1859)
- Descriptions of unrecorded species of Australian Coleoptera of the families Carabidae, Buprestidae, Lamellicornia, Longicornia etc. In: Proceedings of the Zoological Society of London (1859)

- CiNii: DA0334870X
- Gemeinsame Normdatei: 143154354
- International Standard Name Identifier: 0000 0001 0844 8457
- Library of Congress Control Number: n87137664
- Bibliotheek van het Japanse parlement: 01032928
- Nationale bibliotheek van Australië: 35603789
- Nationale Bibliotheek van Israël: 987007319796505171
- Nederlandse Thesaurus van Auteursnamen: 069565775
- Réseau des bibliothèques de Suisse occidentale: 02-A028815911
- SNAC: w6pn9c3w
- Système universitaire de documentation: 144852659
- Trove: 1011416
- Virtual International Authority File: 69296988
- WorldCat: E39PBJj8TF4RghgmpYYkWV86Kd